# Sudamericano de Rugby C 2017
El Sudamericano de Rugby C del 2017 fue la sexta edición del torneo de selecciones afiliadas a Sudamérica Rugby (SAR) de la división C que se celebró por segunda vez en Costa Rica. En esta oportunidad no participó El Salvador y a su vez fue el debut de Nicaragua que sólo había jugado partidos de exhibición y logró su primera victoria oficial sobre Panamá.

## Equipos participantes
- Selección de rugby de Costa Rica (Los Guarias)
- Selección de rugby de Guatemala (Los Jaguares)
- Selección de rugby de Nicaragua (Los Tiburones)
- Selección de rugby de Panamá (Diablos Rojos)

## Posiciones
| Pos. | Equipo     | Encuentros | Encuentros | Encuentros | Encuentros | Tantos  | Tantos    | Tantos     | Puntos |
| Pos. | Equipo     | jugados    | ganados    | empatados  | perdidos   | a favor | en contra | diferencia | Puntos |
| ---- | ---------- | ---------- | ---------- | ---------- | ---------- | ------- | --------- | ---------- | ------ |
| 1    | Costa Rica | 3          | 2          | 1          | 0          | 161     | 20        | + 141      | 7      |
| 2    | Guatemala  | 3          | 2          | 1          | 0          | 130     | 32        | + 98       | 7      |
| 3    | Nicaragua  | 3          | 1          | 0          | 2          | 72      | 151       | - 79       | 3      |
| 4    | Panamá     | 3          | 0          | 0          | 3          | 46      | 206       | - 160      | 0      |

Nota: Se otorgan 3 puntos al equipo que gane un partido, 1 al que empate y 0 al que pierda
|  | Campeón |

## Resultados

### Primera fecha[4][5]
| 27 de agosto | Costa Rica | 95 - 5  | Panamá |  |  |
|              |            | Reporte |        |  |  |

| 27 de agosto | Nicaragua | 19 - 57 | Guatemala |  |  |
|              |           | Reporte |           |  |  |

### Segunda fecha
| 30 de agosto | Costa Rica | 58 - 7  | Nicaragua |  |  |
|              |            | Reporte |           |  |  |

| 30 de agosto | Guatemala | 65 - 5  | Panamá |  |  |
|              |           | Reporte |        |  |  |

### Tercera fecha
| 2 de septiembre | Nicaragua | 46 - 36 | Panamá |  |  |
|                 |           | Reporte |        |  |  |

| 2 de septiembre | Costa Rica | 8 - 8   | Guatemala |  |  |
|                 |            | Reporte |           |  |  |

| Bandera de Costa Rica |
| Campeón Costa Rica    |
| Segundo título        |